# Jurassic School
Pour plus de détails, voir Fiche technique et Distribution.
Jurassic School est un film américain écrit par Anna Rasmussen et réalisé par Mark Atkins, sorti en 2017. Produite par The Asylum, cette comédie familiale avec une touche de science-fiction est un mockbuster de Jurassic Park.

## Synopsis
Tommy (Gabriel Bennett), un collégien de 12 ans, veut gagner le premier prix au concours des jeunes chercheurs qui est organisé par son école. Et avec son projet unique, la victoire lui semble presque certaine, car il veut ramener à la vie les dinosaures morts depuis longtemps. Il pense que cela va surpasser le T-Rex robot jouet de son partenaire de laboratoire. Mais quand les choses tournent mal avec sa présentation, Tommy est rétrogradé au poste d’assistant de son plus grand rival. Il ne veut pas abandonner et rentre à la maison pour terminer son projet : un vrai dinosaure vivant génétiquement modifié. Il clone un bébé dinosaure herbivore qui grandit incroyablement vite. Il se retrouve à devoir s’occuper d’un bébé dinosaure. Il garde Spike (c’est ainsi que Tommy baptise son nouveau protégé) en secret dans sa chambre, et doit trouver de la nourriture pour lui donner à manger. Il commence rapidement à considérer la créature non seulement comme un animal de compagnie, mais aussi comme un ami. Mais sa sœur préadolescente trouve Spike, lui peint du vernis à ongles sur ses griffes, et fait des selfies avec lui. Quand le jeune dinosaure s’échappe le jour du concours, Tommy doit trouver un moyen de récupérer la créature avant que les adultes avides ne trouvent le dinosaure en premier. Car soudain, des chercheurs du gouvernement s’intéressent beaucoup à Spike,, .

## Distribution
- Amber Patino : Chloe
- Jhey Castles : Karen
- Jon Briddell : Dr. Reynolds
- Sylvia Panacione : Ms. Schrader[1]
- Gabriel Bennett : Tommy
- Ashton Pulis : Ethan
- Tamara Goodwin : Ms. Hadley
- Roy Abramsohn : Jon
- Victoria Clare : Abbey
- Shanynn Samiyah Covington : Cynthia
- Lucy Drive : Coach Bennett
- Kaylie Gipson : Lena
- Helena Ann D. Riley : Evie
- Garret Sato : Sammy
- Gisla Stringer : Tabitha
- Dina Wilson : Linda
- Zo Zosak : Danny le livreur[2]

## Accueil

### Réception critique
Rotten Tomatoes a donné au film le score d’audience de 36%.
Les critiques sur Letterboxd sont mitigées. D’un côté, les spectateurs estiment que les enfants jouaient bien, les parents étaient OK, le médecin et l’enseignant étaient bons, l’animation des dinosaures était acceptable. Mais le point faible est quand la caméra se rapproche qu’ils utilisent une poupée de dinosaure en plastique qui est horrible. Même des enfants pourraient faire un meilleur travail. Les critiques se demandent qui a construit cette poupée en plastique, et pourquoi le réalisateur a-t-il tout gâché en étant si négligent envers le dinosaure lui-même ?